# Дади Маур Кристоверссон
Дади Маур Кристоверссон (исл. Daði Már Kristófersson; род. 22 октября 1971) — исландский политический и государственный деятель, экономист. Заместитель председателя партии «Возрождение». Министр финансов и экономики Исландии с 21 декабря 2024 года.

## Биография
Родился 22 октября 1971 года. Отец — Кристовер Маур Кристинссон (Kristófer Már Kristinsson; 3 августа 1948 — 19 апреля 2021), учитель, замещающий депутат альтинга от избирательного округа Вестюрланд от «Союза социалистов» (Bandalag jafnaðarmanna) в период с 1983 по 1986 год. Мать — Маргрьет Скагвьорд Гюннарсдоуттир (Margrét Skagfjörð Gunnarsdóttir; 20 сентября 1950 — 7 декабря 2013). У него три родных брата и сестры: Аугуста (Ágústa Kristófersdóttir; род. 4 мая 1973), Гисли Корт (Gisli Kort Kristofersson; род. 6 ноября 1978) и Гюннар Томас (Gunnar Tómas Kristófersson; род. 25 апреля 1984).
Мачеха — Вальгердюр Бьяднадоуттир, депутат альтинга, дочь Бьярни Бенедиктссона, депутата альтинга и министра.
В 1997 году получил степень бакалавра (B.Sc.) в Сельскохозяйственном университете Исландии. В 2000 году получил степень магистра (M.Sc.) экономики окружающей среды и ресурсов норвежского Университета наук о жизни (UMB). В 2005 году — степень доктора (Dr.Sc., PhD) экономики в UMB.
С 2007 года — специалист Института политический экономии Исландского университета, с 2009 года — преподаватель и доцент экономического факультета Исландского университета. Является профессором школы социальных наук экономического факультета Исландского университета с 2016 года.

## Политическая карьера
На съезде партии «Возрождение» 25 сентября 2020 года избран заместителем партии. За его кандидатуру проголосовало 198 из 211 делегатов.
Баллотировался на парламентских выборах 2021 года в избирательном округе Рейкьявик-Юг от партии «Возрождение». Не был избран. Был замещающим депутатом альтинга в декабре 2021 года, июне и декабре 2022 года, ноябре 2023 года и в сентябре — октябре 2024 года от избирательного округа Рейкьявик-Юг от партии «Возрождение».
Баллотировался на парламентских выборах 30 ноября 2024 года в избирательном округе Рейкьявик-Юг под номером 22 в списке партии «Возрождение». Не был избран.
21 декабря 2024 года назначен министром финансов и экономики в коалиционном правительстве под руководством премьер-министра Криструн Фростадоуттир («Социал-демократический альянс»). Он стал четвёртым политиком на этом посту, не являющимся депутатом альтинга. С тех пор как исполнительная власть была передана Исландии в 1904 году, только 23 человека занимали министерские должности, не будучи одновременно депутатами альтинга.

## Личная жизнь
Супруга — акушерка Ауста Хлин Оулафсдоуттир (Ásta Hlín Ólafsdóttir; род. 4 августа 1972). Дети: Соульвей Аустудоуттир Дададоуттир (Sólveig Ástudóttir Daðadóttir; род. 1997), Маргрьет Бьорк Дададоуттир (Margrét Björk Daðadóttir; род. 2000), Атлас (Atlas) и Гюннхильдюр (Gunnhildur).